# 吉川由弥
吉川 由弥（よしかわ ゆうや、1979年6月4日 - ）は、日本の元女性声優。神奈川県横浜市出身。

## 経歴
高校時代に色々部活をかけもちしていたが、その時に電気部があり、わりとクリエイティブな人物が集まっていたという。ゲームが好きだったため、パソコンを使ってゲームミュージックのアレンジをしていたが、周囲に刺激を受けて「ゲームのサウンドクリエイターになりたい」と思うようになったという。しかし行き詰まりを感じ、「じゃあほかなどんな切り口でゲームの制作側に関わっていけるだろう」と考えていた時に、「声優という仕事もあるな」と思い、声優養成所に入所。
養成所と並行して市民劇団に参加したり、色々していたという。
オーディションの話をもらって、ゲーム『トゥルーラブストーリー3』の佐伯梢役でデビュー。アニメでのデビューは『陸上防衛隊まおちゃん』の築島みそら役。
KiraKira☆メロディ学園2期生。ツーファイブ、TABプロダクションに所属後、移籍しアトミックモンキー所属で活動していた。
しかし、自身の夢を叶えるために沖縄に移住したことにより、声優業と両立させることが難しくなったため、2006年4月をもって事務所の所属を離れ、声優業を引退した。

## 人物
役柄としては若い役が多い。趣味は映画鑑賞、プロ野球観戦、お部屋のお掃除。特技は創作文、小説を書くことであり、受賞歴もある、ピアノ、英会話。

## 出演
太字はメインキャラクター。

### テレビアニメ
- デジモンフロンティア（2002年、とりからボールモン）
- 陸上防衛隊まおちゃん（2002年、築島みそら[6]）
- 幻影闘士バストフレモン（2003年、ミント）
- TEXHNOLYZE（2003年、少女）
- なるたる（2003年、市東美代子[7]）
- 花右京メイド隊 La Verite（2004年、めろん）
- ケロロ軍曹（2005年、女の子）

### ゲーム
- トゥルーラブストーリー3（2001年、佐伯梢）
- LoveSongs♪ADV 双葉理保14歳〜夏〜（2004年、双葉真琴）
- LoveSongs♪ADV 双葉理保19歳〜冬〜（2004年、双葉真琴）
- THE お姉チャンプルゥ 〜THE姉チャン特別編〜（2005年、双葉真琴）
- Little Aid（2005年、南香澄）
- e'tude prologue〜揺れ動く心のかたち〜（2006年、南香澄）

### ラジオ・Web番組
- 花右京メイド隊La verite れもん・まろん・めろんのお世話します！（文化放送）
- 南池袋公園裏まいやん放送局

### CD
- トゥルーラブストーリー3 オリジナルサウンドトラック（SCDC-00089）
- トゥルーラブストーリー3 ドラマCD Term.1（SCDC-00096）
- トゥルーラブストーリー3 ドラマCD Term.2（SCDC-00103）
- トゥルーラブストーリー3 ドラマCD Term.3（SCDC-00125）
- トゥルーラブストーリー3 ドラマCD Term.4（SCDC-00130）
- トゥルーラブストーリー3 ボーカルコレクション（SCDC-00135）
- ルーンプリンセス イメージアルバム Vol.2（KICA-638）
- ルーンプリンセス ヴォーカルアルバム（KICA-644）